# Crosia
Crosia é uma comuna italiana da região da Calábria, província de Cosenza, com cerca de 8.390 habitantes. Estende-se por uma área de 21 km², tendo uma densidade populacional de 400 hab/km². Faz fronteira com Calopezzati, Rossano.

## Demografia
| Variação demográfica do município entre 1861 e 2011                               |
|                                                                                   |
| Fonte: Istituto Nazionale di Statistica (ISTAT) - Elaboração gráfica da Wikipedia |